# Vitaliy Parakhnevych
Vitaliy Parakhnevych (født 4. maj 1969) er en tidligere fodboldspiller fra Tadsjikistan.

## Tadsjikistans fodboldlandshold
| Tadsjikistans landshold | Tadsjikistans landshold | Tadsjikistans landshold |
| År                      | Kmp                     | Mål                     |
| ----------------------- | ----------------------- | ----------------------- |
| 1997                    | 1                       | 0                       |
| Total                   | 1                       | 0                       |